# 卢贝达 (热尔省)
卢贝达（法語：Loubédat）是法国热尔省的一个市镇，属于孔东区（Condom）诺加罗县（Nogaro）。该市镇总面积9.46平方公里，2009年时的人口为130人。

## 人口
卢贝达人口变化图示